# 곤지암도서관
곤지암도서관은 경기도 광주시 곤지암읍에 있는 도서관이다.

## 연혁
- 2010년 2월 26일 개관
- 2015년 10월 11일 광주시립도서관 운영조례 개정

## 시설현황
- 3층: 다목적강당, 휴게실, 문화강좌실1·2
- 2층: 전자정보실, 문헌자료실, 열람실, 노트북실
- 1층: 사무실, 어린이열람실, 도서정리실
- 지하1층: 기계실, 전기실, 보존서고

## 이용 안내
이용 시간
- 열람실: 매일 08:00~22:00 (휴관일은 미운영)
- 문헌자료실: 화~금요일 09:00~22:00 / 토·일요일 09:00~18:00
- 어린이열람실·전자정보실: 화~일요일 09:00~18:00

휴관일
- 매주 월요일
- 법정공휴일
- 그외 도서관장이 필요하다고 인정하는 경우